# Джаркешев, Зангар Асанханович
Зангар Асанханович Джаркешев (каз. Жәркешов Заңғар Асанханұлы;28 мая 1936, Алма-Ата — 2003, Алма-Ата) — советский и казахстанский волейболист, организатор спортивного движения, мастер спорта международного класса (1961). Заслуженный тренер Казахстана (1967), заслуженный тренер СССР (1970), профессор (1980).

## Биография
Окончил Казахский горно-металлургический институт (ныне КазНИТУ им. К. Сатпаева, 1960) и Казахский институт физической культуры (ныне Казахская академия спорта и туризма, 1972).
Был игроком и капитаном алматинской волейбольной команды «Буревестник». В 1965 году перешёл на тренерскую работу, В 1966 году руководимая им команда «Буревестник» впервые стала чемпионом Всесоюзной Универсиады, в 1969 году — чемпионом Спартакиады профсоюзов СССР.
В 1966—1972 годах — старший тренер сборной студенческой команды СССР; в 1977—1987 годах — заместитель председателя Спорткомитета Казахстана, курировал 43 вида спорта. Позже работал в системе Министерства образования РК — начальником Республиканского управления по физическому воспитанию и спорту.
С 1995 года и до последних дней жизни был председателем Республиканского совета физкультурно-спортивного общества «Жастар». Подготовил первых казахстанских олимпийских чемпионов, воспитал чемпионов Европы, чемпионов мира среди юниоров. Основал Республиканский волейбольный клуб «Дорожник». Автор учебника по волейболу.

## Память
Ежегодно в последние дни весны в Казахстане проводится республиканский детский турнир памяти Зангара Джаркешева. В 2012 году в Казахской академии спорта открылась волейбольная академия имени Зангара Джаркешева. На стене его дома в Алма-Ате установлена мемориальная доска.

## Сочинения
- Джаркешев З. А. Ильющенко К. В. Игра в волейбол начинается в школе. — Алма-Ата: «Ютап», 1987.
- Гагин Ю. А., Гаврилов В. И., Джаркешев З. А. Теория и практика двигательного мастерства. Учебное пособие. — Алма-Ата, 1990.